# Lepista semiochracea
Lepista semiochracea är en fjärilsart som beskrevs av Felder 1874. Lepista semiochracea ingår i släktet Lepista och familjen björnspinnare. Inga underarter finns listade i Catalogue of Life.